# José Barbosa de Sá
José Barbosa de Sá (Portugal - Cuiabá, 30 de maio de 1776) advogado licenciado e cronista. Foi casado com Joana Pires de Campos. Deve ter realizado os seus estudos em Coimbra e, através de suas crônicas, ficou registrado importante conteúdo histórico do ambiente da Cuiabá colonial dos fins do século XVIII. É o patrono da Cadeira nº 1 da Academia Mato-grossense de Letras.

## Obras
- Relação das povoações de Cuiabá e Mato Grosso de seus primeiros até os presentes tempos.
- Dados Geográficos, Cronológicos, Políticos e Naturais, Cuiabá, 1769.